# Xã Adams, Quận Carroll, Indiana
Xã Adams (tiếng Anh: Adams Township) là một xã thuộc quận Carroll, tiểu bang Indiana, Hoa Kỳ. Năm 2010, dân số của xã này là 516 người.